# Istituto Giannina Gaslini
Das Istituto Giannina Gaslini, auch einfach Ospedale Gaslini, ist eine pädiatrische Klinik und Forschungseinrichtung in der italienischen Hafenstadt Genua. Die Einrichtungen liegen im Stadtteil Quarto nicht weit vom Meer entfernt. Das staatliche Krankenhaus finanziert sich über eine Stiftung des Gründers Gerolamo Gaslini (1877–1964). Es gehört mit dem Ospedale San Martino und dem Ente Ospedaliero Ospedali Galliera zu den drei wichtigen Krankenhauskomplexen der Stadt.
Nach sechsjährigen Bauarbeiten wurde das Krankenhaus am 15. Mai 1938 eröffnet. Es besteht inzwischen aus über 30 Abteilungen, von denen viele Forschung im Bereich der Kinderheilkunde betreiben. Als Behandlungs- und Forschungsschwerpunkt ist das Krankenhaus Gaslini in der Kinderheilkunde im gesamten Mittelmeerraum und auf europäischer Ebene von großer Bedeutung.